# Pelote basque aux Jeux olympiques d'été de 1968
Les épreuves de pelote basque aux Jeux olympiques de 1968.

## Résultats
| Épreuves                      | Or                                                                               | Argent                                                                              | Bronze                                          |
| ----------------------------- | -------------------------------------------------------------------------------- | ----------------------------------------------------------------------------------- | ----------------------------------------------- |
| Cesta Punta H                 | Espagne- Mirapeix - Mirapeix - Beascoechea - Arrien                              | France- Jean-Pierre Etcheverry - Serge Camy - Gaby Borra - Pierre Fourneau          | Mexique- Hamui - Hamui - Andrade - Lanzagorta   |
| Paleta avec pelote de gomme H | Mexique- Becerra - Rendon - Gastelumendi - Baltazar                              | Argentine- Sehter - Utgé - Goyeche - Caresella                                      | Uruguay- Iroldi - D'Alba - Bell                 |
| Pala avec pelote de cuir H    | France- Pierre Bareits - Bernard Bareits - Joseph Berrotaran - Xavier Goicoechea | Espagne- Ancizu - Caballero - Reyzabal - Casado                                     | Mexique- Sanchez - Beltran - Del Valle          |
| Frontenis H                   | Mexique- Loaiza - Hernandez - Sanciprian                                         | Argentine- Sehter - Utgé                                                            | Espagne- Garraus - Lersundi - Irigaray          |
| Main nue H                    | Espagne- Esquisabel - Basabe - Sacristain - Iruzubieta                           | France- Joseph Arrillaga - Jean-Baptiste Minondo - Pierre Lissar - Michel Etchegoin | Mexique- Hernández - Tovar - Rivero - Izquierdo |

## Tableau des médailles
| Rang | Nation    | Or | Argent | Bronze | Total |
| ---- | --------- | -- | ------ | ------ | ----- |
| 1    | Espagne   | 2  | 1      | 1      | 4     |
| 2    | Mexique   | 2  | 0      | 3      | 5     |
| 3    | France    | 1  | 2      | 0      | 3     |
| 4    | Argentine | 0  | 2      | 0      | 2     |
| 5    | Uruguay   | 0  | 0      | 1      | 1     |